# François Jeanneret
François Jeanneret (* 10. Oktober 1932 in La Chaux-de-Fonds, heimatberechtigt in Le Locle) ist ein Schweizer Politiker (LPS).

## Biografie
Nach dem Besuch der Schulen in La Chaux-de-Fonds begann Jeanneret mit dem Studium der Rechtswissenschaften in Neuenburg. Er erhielt im Jahr 1957 das Lizentiat und 1959 das Anwaltspatent. Er war von 1959 bis 1969 als Anwalt in La Chaux-de-Fonds tätig.
Im Jahr 1961 wurde er in den Grossen Rat des Kantons Neuenburg gewählt, wobei ihm 1969 den Wechsel in den Staatsrat gelang, wo er dem Departement Militär und Bildung vorstand. Von 1979 bis 1991 war er im Nationalrat, von 1987 bis 1991 war er Präsident der Liberalen Fraktion der Bundesversammlung. Zwei Jahre nach seinem Ausscheiden aus dem Nationalrat wurde er 1993 Präsident der LPS Schweiz und stand dieser bis 1997 vor.
Jeanneret war ferner von 1952 bis 1957 Mitglied der akademischen Gesellschaft Belles-Lettres.